# Gunungbatu (Ciracap)
Gunungbatu is een bestuurslaag in het regentschap Sukabumi van de provincie West-Java, Indonesië. Gunungbatu telt 4557 inwoners (volkstelling 2010).